# Wolfgang Schwiedrzik
Wolfgang Matthias Schwiedrzik (* 1940) ist ein deutscher Dramaturg und Publizist.

## Leben
Schwiedrzik trat in der 68er-Bewegung als linksradikaler Aktivist hervor, 1968/69 im Internationalen Nachrichten- und Forschungsinstitut (INFI), 1975–1978 in der Vereinigung Sozialistischer Kulturschaffender sowie in der KPD/AO. Anfang der 1970er Jahre war er als Dramaturg Mitarbeiter von Peter Stein an der Schaubühne am Halleschen Ufer in Berlin.
1999 gründete er die Edition Mnemosyne, einen Verlag, der sich dem Sprechtheater widmet.